# Josep Maria Sala-Valldaura
Josep Maria Sala-Valldaura   (1947) és un poeta i crític literari català resident a Lleida des del 1989.

## Trajectòria
Sala-Valldaura és doctor en filologia per la Universitat de Barcelona i ha estat catedràtic de literatura espanyola moderna i contemporània de la Universitat de Lleida. La seva obra ha estat traduïda a l'anglès, basc, castellà, francès, occità, portuguès, romanès i rus. Ha estat convidat com a poeta a les universitats de Granada, Borgonya, París-Sorbona, Alacant i de Bretanya Occidental, i també ha participat en diversos festivals internacionals de poesia.
El 2015 li va ser concedit el Prix Ovide com a autor estranger traduït al francès pel Cénacle Européen Francophone. L'any 2019 va rebre el premi de reconeixement a la trajectòria literària «Cadaqués a Quima Jaume». Aquest premi, «convocat per la regidoria de Cultura de Cadaqués, distingeix així un escriptor amb una obra sòlida tant en el camp de la poesia, en el qual ha publicat una vintena de títols, incloent-n’hi de poesia infantil, com en el de l’assaig i la crítica».
L'any 2022 va guanyar el premi Josep Vallverdú d'assaig amb l'obra La serp i la poma. Al voltant del llenguatge poètic, on alterna dos tipus d'argumentacions «destriant el coneixement poètic respecte el coneixement filosòfic i el coneixement científic».

## Obra

### Poesia
- Quasi muts, Palma, Lleonard Muntaner, 2023. Premi Pare Colom de poesia 2023.[12]
- Refer el no-res, Lleida. Pagès, 2022.
- Coordenades, Calonge, Adia, 2018.
- Concert d'esferes. Antologia 1975-2016, Lleida, Pagès, 2017.
- Passages, Alberobello - París, Aga - Alain Baudry et Cie., 2017. Traducció al francès de Nathalie Bittoun-Debruyne de Passeig de dins.
- Gota a Gota, Barcelona, Proa, 2014. Premi Cadaqués a Rosa Leveroni 2013.
- Daltabaix, Lleida, Pagès, 2012.
- Bouleversements, Amay (Bèlgica), L'Arbre à paroles, 2010. Traducció de Nathalie Bittoun-Debruyne. En català: Daltabaix.
- Flors i carboni, Vic – Barcelona, Eumo – Cafè Central, 2008.
- Vidre fumat, Barcelona, Proa, 2005, Premi de Poesia Parc Taulí 2004.
- El cigne cec, Catarroja, Perifèric, 2005.
- Cardiopatia, Barcelona, La Magrana, 1999.
- Seqüències i mòbils, Lleida, Pagès, 1998.
- Passeig de dins, Vic – Barcelona, Eumo – Cafè Central, 1992.
- Ets arrel d'ala i de vol, Barcelona, Edicions 62, 1991.
- En aquest dau del foc, Barcelona, La Magrana, 1987. Premi Cavall Verd de la Crítica 1988.
- Gual de camins, Barcelona, Llibres del Mall, 1985.
- Reixes d'aigua, Palma, Tafal – Andreu Vidal, 1982.
- Camp d'esvorancs, Barcelona, Llibres del Mall, 1980.
- Tot extrem voler, Barcelona, Llibres del Mall, 1977. Premi Carles Fages de Climent 1976.
- Mitoclàstia, Tarotdequinze, 1975.

### Llibre d'artista
- Paret amb esquerdes, amb Teresa Vall Palou, Lleida, Fundació Vallpalou, 2012. (Edició de dos exemplars.)

### Poesia infantil
- Poemes de Camille Saint-Saëns, El carnaval dels animals, Barcelona, Bellaterra Música/A sense of Music, 2011.
- Disfresses, Barcelona, La Galera, 2002. (Premi Crítica Serra d'Or de Literatura Infantil i Juvenil, 2003)
- Tren de paraules, Lleida, Pagès, 1997; 2ª ed.: 2007.

### Narrativa
- Trencadís amb mar al fons, Barcelona, Ajuntament de Barcelona, 2019.
- “Els camins de mala petja”, dins Roc de Quer. Relats dels Pirineus, Barcelona, Proa, 2009, p. 135-150.
- A la vora del pou, Barcelona, Edicions 62, 1989. (Premi Joanot Martorell de narrativa, 1988)

### Crítica i assaig
- La serp i la poema: al voltant del llenguatge poètic, Lleida, Pagès, 2023. Premi Josep Vallverdú d'assaig 2022.
- Acords i ruptures: deu aproximacions a la poesia contemporània, Barcelona, Publicacions de l'Abadia de Montserrat, 2023.
- Cartes d’un poeta gran. Llibre (de) bord, Muro, Ensiola, 2021.
- El vol i la corda. Sobre la poesia de Joan Vinyoli, Girona, Institut de Llengua i Cultura catalanes – Universitat de Girona, 2020.
- Mig segle de poesia catalana, del Maig del 68 al 2018, Barcelona, Proa, 2018; 2ª ed.: 2018. Amb Vicenç Altaió.[13]
- La poesia catalana i el silenci: tot dient el que calla, Lleida, Pagès, 2015.
- Pensant el riure, Santa Coloma de Queralt, Obrador Edèndum-Universitat Rovira i Virgili, 2013.
- Entre el simi i Plató. Pel curs poètic contemporani, Palma, Moll, 2008.
- La fotografía de una sombra. Instantáneas de la generación poética de los cincuenta, Barcelona, Anthropos, 1993.
- L'agulla en el fil. (Poesia catalana 1980-1986), Barcelona, Abadia de Montserrat, 1987.
- Joan Vinyoli, Barcelona, Empúries, 1985.
- Les darreres tendències de la poesia catalana (1968-1979), Barcelona, Laia, 1980. Amb Vicenç Altaió.
- Antologia de la poesia eròtica catalana del segle XX, Barcelona, Aymà-Proa, 1977.

### Traducció
- Serge Basso de March. El revers de l'arena, Barcelona, Edicions de 1984, 2016. Amb Nathalie Bittoun-Debruyne.
- Emmanuel Hocquard, Condicions de llum, Pollença (Mallorca), El Gall, 2014. Amb Jaume Pont.
- Albert-Jean-Michel de Rocca, Memorias sobre la guerra de los franceses en España, ed. de Jean-René Aymes i Nathalie Bittoun-Debruyne, Madrid – Càdis, Sílex – Universidad de Cádiz, 2011. Amb Nathalie Bittoun-Debruyne.
- Jules Verne, La volta al món en vuitanta dies, Barcelona, Vicens Vives, 2001. Amb Nathalie Bittoun-Debruyne.
- Julien Gracq, La ribera de les Sirtes, Barcelona, Proa, 1986; 2ª ed.: 2008.
- Guy de Maupassant, Contes de bogeria i obsessió, Barcelona, Edicions del Mall, 1985; 2ª ed: Qui sap? Contes fantàstics, Barcelona, La Magrana, 1994.
- Jean-Jacques Rousseau, Discursos. Professió de fe, Barcelona, Laia, 1983; 2ª ed.: Discursos, València, Universitat de València, 1990.
- David Hume, Investigació sobre l'enteniment humà, Barcelona, Laia, 1982; 2ª ed.: Barcelona, Edicions 62, 1998.
- Alan Yates, Una generació sense novel·la?, Barcelona, Edicions 62, 1975; diverses edicions. Amb C. Ubaldina Lorda.

### Recerca i divulgació
- Marià Villangómez Llobet, Les detallades vores del camí. Antologia, Palma, Moll, 2014.
- Caminos del teatro breve del siglo XVIII, Lleida, Pagès-Universitat de Lleida, 2010.
- Sainetes escogidos de Juan Ignacio González del Castillo, Sevilla, Fundación José Manuel Lara, 2008. Amb Alberto Romero Ferrer.
- El teatre burlesc català del segle XVIII, Barcelona, Barcino, 2007.
- De amor y política: la tragedia neoclásica española, Madrid, CSIC, 2006.
- Història del teatre a Catalunya, Lleida-Vic, Pagès-Eumo, 2006.
- Edició crítica de les Tragedias de Nicolás Fernández de Moratín, Barcelona, Crítica, 2006.
- El teatro en Barcelona entre la Ilustración y el Romanticismo o las musas de guardilla, Lleida, Milenio, 2000
- Cartellera del Teatre de Barcelona (1790-1799), Barcelona, Publicacions de l'Abadia de Montserrat, 1999.
- Los sainetes de González del Castillo en el Cádiz de finales del siglo XVIII, Cadis, Fundación Municipal de Cultura, 1996.
- Edició dels dos volums de El teatro español del siglo XVIII, Lleida, Universitat de Lleida, 1996.
- Edició crítica de Sainetes de Ramón de la Cruz, Barcelona, Crítica, 1996.
- El sainete en la segunda mitad del siglo XVIII. La mueca de Talía, Lleida, Universitat de Lleida, 1994.